# 3513 Цюйціньюе
3513 Цюйціньюе (3513 Quqinyue) — астероїд головного поясу, відкритий 16 жовтня 1965 року.
Тіссеранів параметр щодо Юпітера — 3,399.